# Городковий спорт
Городковий спорт  — рухома гра, що має на меті вибити битою певні фігури, складені з п'яти дерев'яних циліндрів за межі ігрового квадрату.

## Суть гри
У набір гри входять дві біти і п'ять городків — циліндричних дерев'яних стовпчиків. Майданчик, на якому встановлюються циліндрики, називається «місто». Починається гра з дальньої відстані — з кону. Якщо з кону гравець вибиває хоча б один городок, то подальші кидки ним робляться вже з напівкону — з ближньої відстані. Вибитим уважається городок, який повністю вийшов за межі квадрата, але не за передню його лінію.
Одна партія в грі «городки» складається з 15 фігур: «гармата», «зірка», «колодязь», «артилерія», «кулеметне гніздо» (або «баба у віконці»), «вартові», «тир», «вилка», «стріла», «колінчастий вал», «ракета», «рак», «серп», «літак», «лист» (письмовий).
У грі можуть брати участь від двох суперників і більше.

## Історія
Перші достовірні дані про розповсюдження гри в «городки» серед росіян відносять до початку ХІХ століття. А саме, це були кольорові гравюри, які були опубліковані в декількох західноєвропейських виданнях з описом російської народної забави. За цими публікаціями можна судити, що до початку ХІХ століття гра в городки була розповсюджена по всій території сьогочасної Росії та мала свої правила. З цього можна зробити висновок, що поява гри в городки слідує віднести до середини чи першої половини XVIII століття.
Гра в городки була улюбленою фізичною вправою для багатьох видатних діячів науки і культури Російської імперії та СРСР. Серед них — академік І. П. Павлов, співак Ф. І. Шаляпін, музичний критик і композитор В. В. Стасов, поет В. В. Маяковський, письменники Л. М. Толстой і А. М. Горький, льотчик-випробувач В. П. Чкалов.
Гра була захопленням Леніна В. І. та Сталіна Й.В. Компанію для гри в городки вождям становили М. І. Калінін, Н. І. Бухарін, К. Е. Ворошилов, С. М. Будьонний, В. М. Молотов та інші відомі діячі. Цей факт, очевидно, відіграв велику роль у стрімкому розвитку городкового спорту.

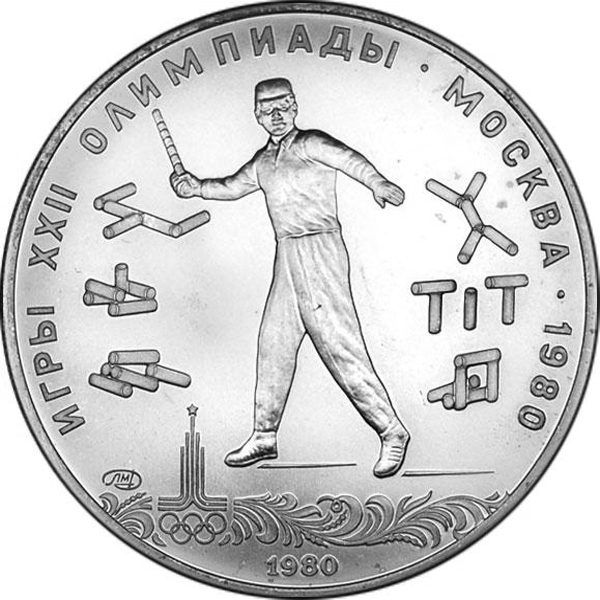
5 карбованців «Ігри XXII Олімпіади в Москві (Городки)»

У 1928 році городки були включені в програму першої Всесоюзної спартакіади. З 1936 року регулярно проводилися особисті і командні чемпіонати СРСР. У городки стали грати повсюдно, причому не тільки у всіх без винятку регіонах РРФСР, але і в усіх союзних республіках. Городкові майданчики були, практично, на всіх стадіонах, у всіх будинках відпочинку, пансіонатах і піонерських таборах. Часто городкові майданчики обладнували в парках, у дворах та на територіях заводів і фабрик. Популярність гри була така, що, перебуваючи за кордоном, росіяни теж починали грати в городки. Російський генетик Н. В. Тимофєєв-Ресовський всю Другу світову війну грав у городки у клініці під Берліном.
Відповідно до офіційної статистики, у 60–70-ті роки городками в СРСР займались біля 350 тисяч чоловік. Популярність городків стала падати в 80-90-х роках.
Після розпаду СРСР, в 1993 році, були організовані Федерації городкового спорту Росії, України, Білорусії і Міжнародна федерація городкового спорту (МФГС).
В даний час в МФГС входять десять країн. Членами МФГС є національні федерації Росії, України, Республіки Білорусь, Фінляндії та Естонії, а також спортивні організації, що підтримують городковий спорт в Німеччині, Швеції, Латвії, Молдові та Казахстані.
З 1995 року стали проводитися чемпіонати Європи, а з 2001 року — чемпіонати світу. В останні роки проводяться змагання серед дівчат і жінок, що не проводилися з кінця 50-х років. Ініціатором відродження жіночого городкового спорту стала Німеччина, де городковий спорт став впевнено розвиватися з 2002 року. Змагання серед жінок були включені в програму III чемпіонату світу, проведеного в Німеччині в 2006 р. З 2007 року проводяться першості Європи серед дівчат.
Фінно-угорські народи також вважають гру в городки своєї національної грою. У фінів і карелів ця гра називається kuukka, у інгерманландців — poppi («попи»). Вона донині досить популярна в Фінляндії і в Інграм (території, що входить нині в Ленінградську область). Правила гри ті ж самі, хоча фінські городки помітно відрізняються від російських: вони нижчі і досить товсті.

## Правила гри

### Гра в городки
Гра в городки полягає у вибиванні фігур, побудованих із п'яти городків, з обмеженої площадки, яка називається  «городом», битками з визначеної відстані.

### Городкові фігури

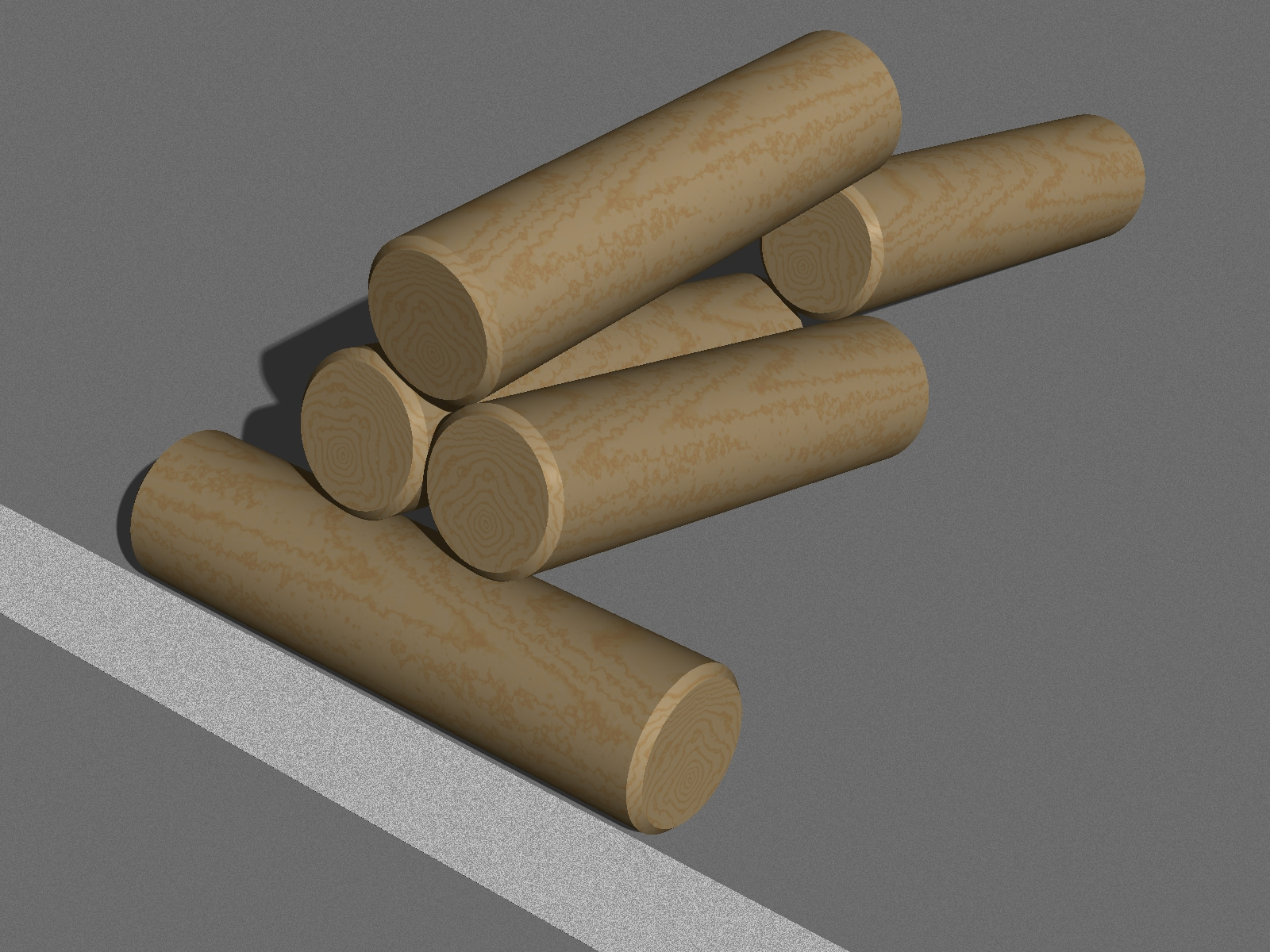
гармата
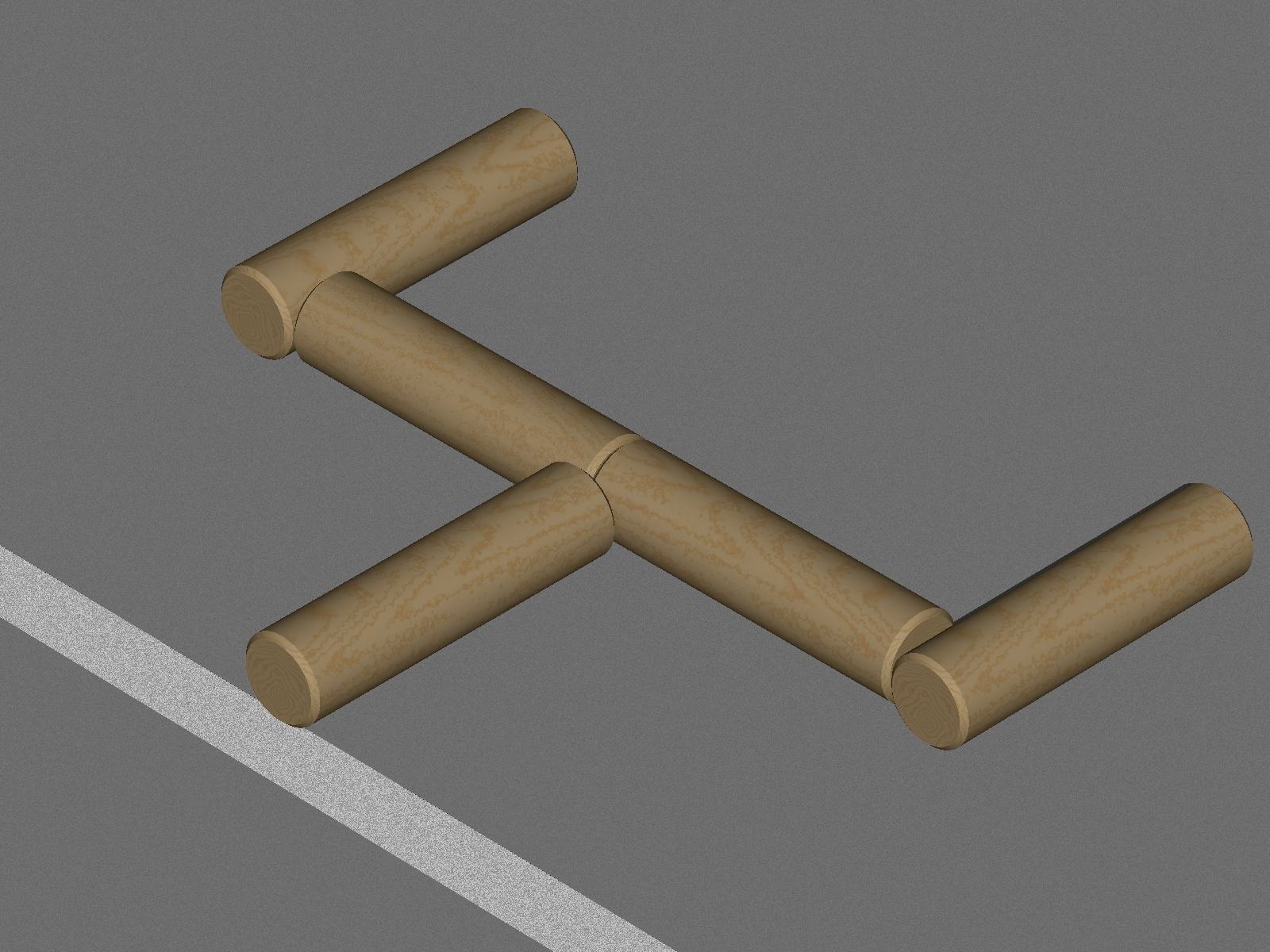
вилка
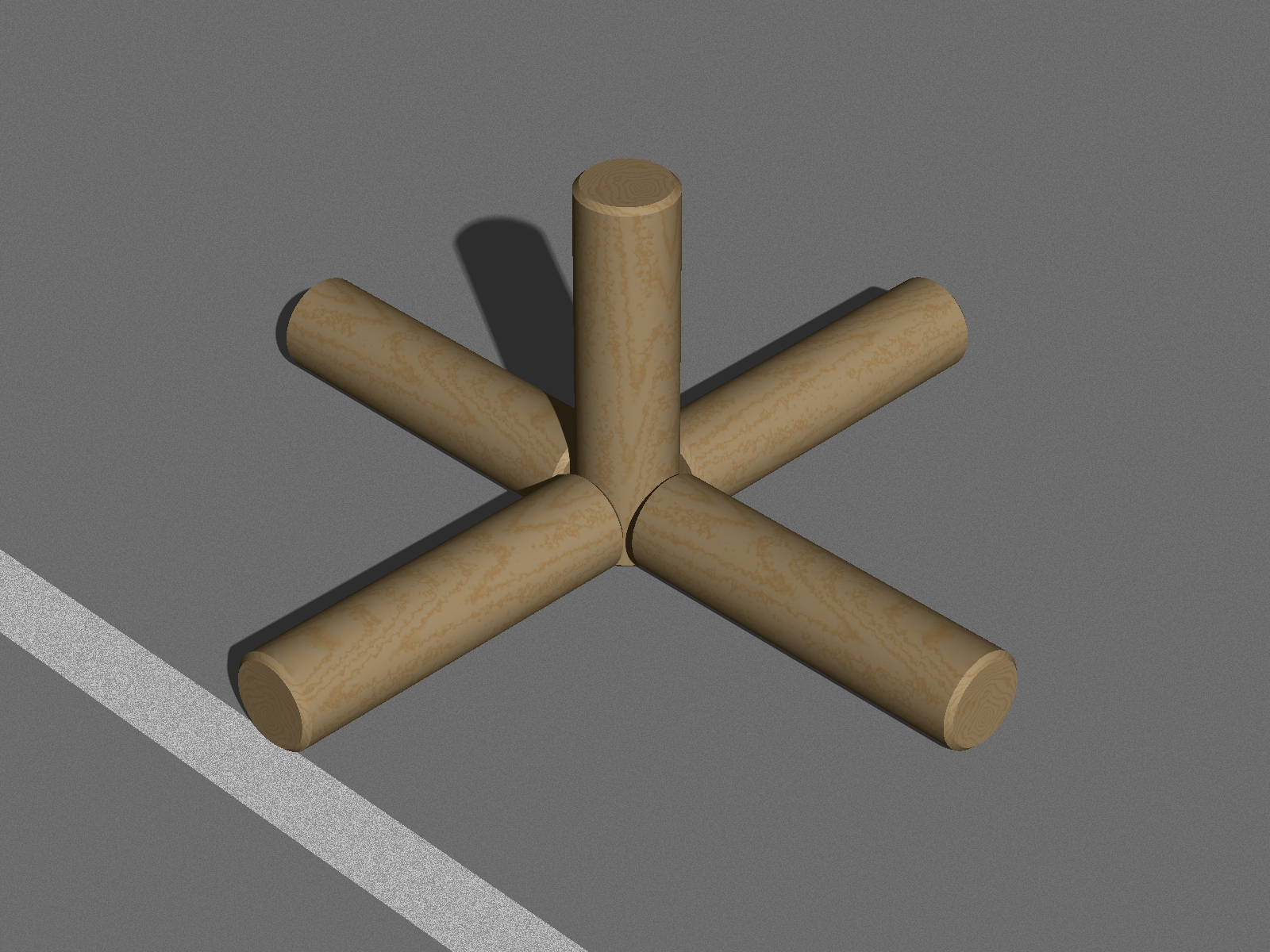
зірка
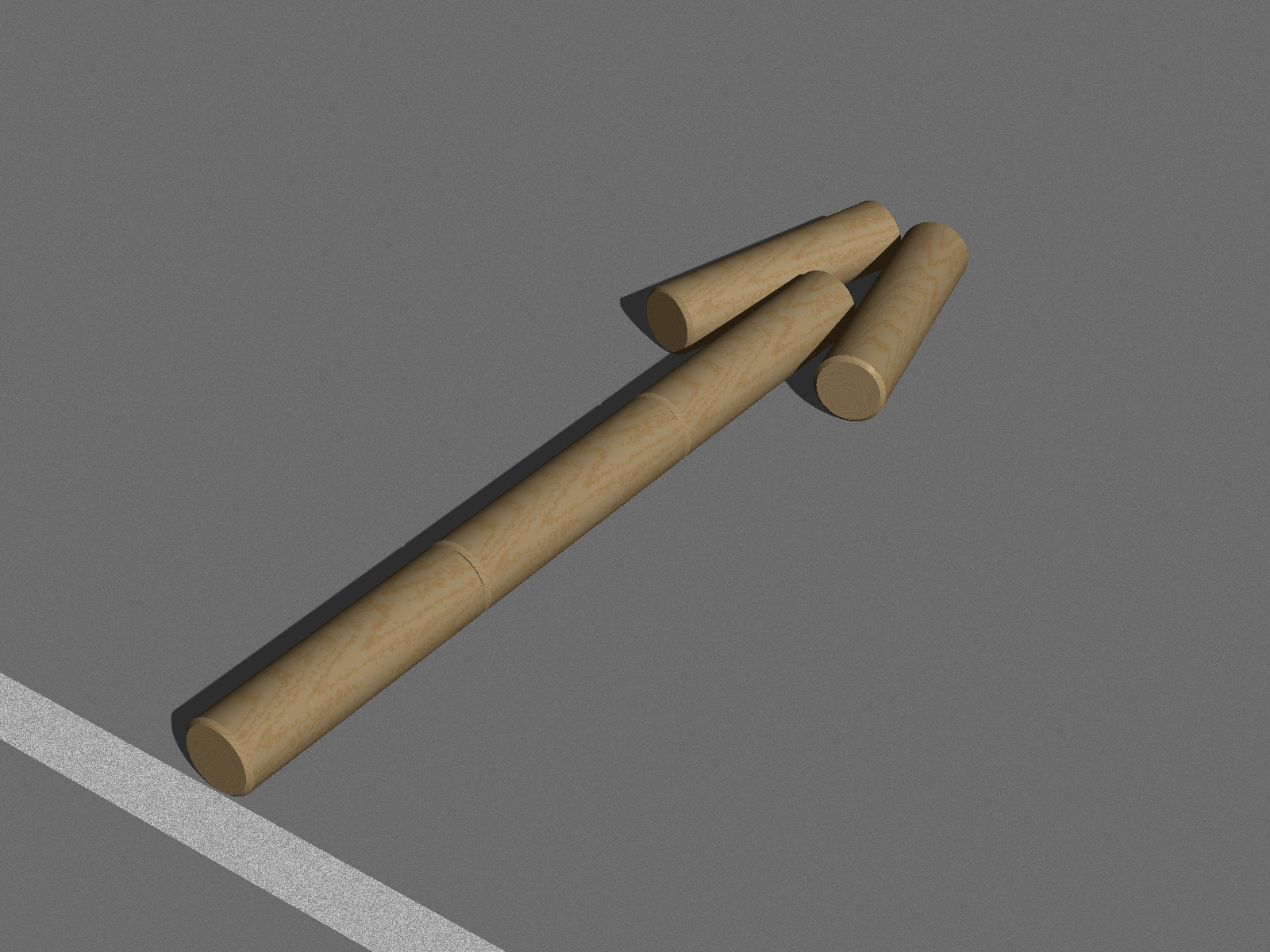
стрілка
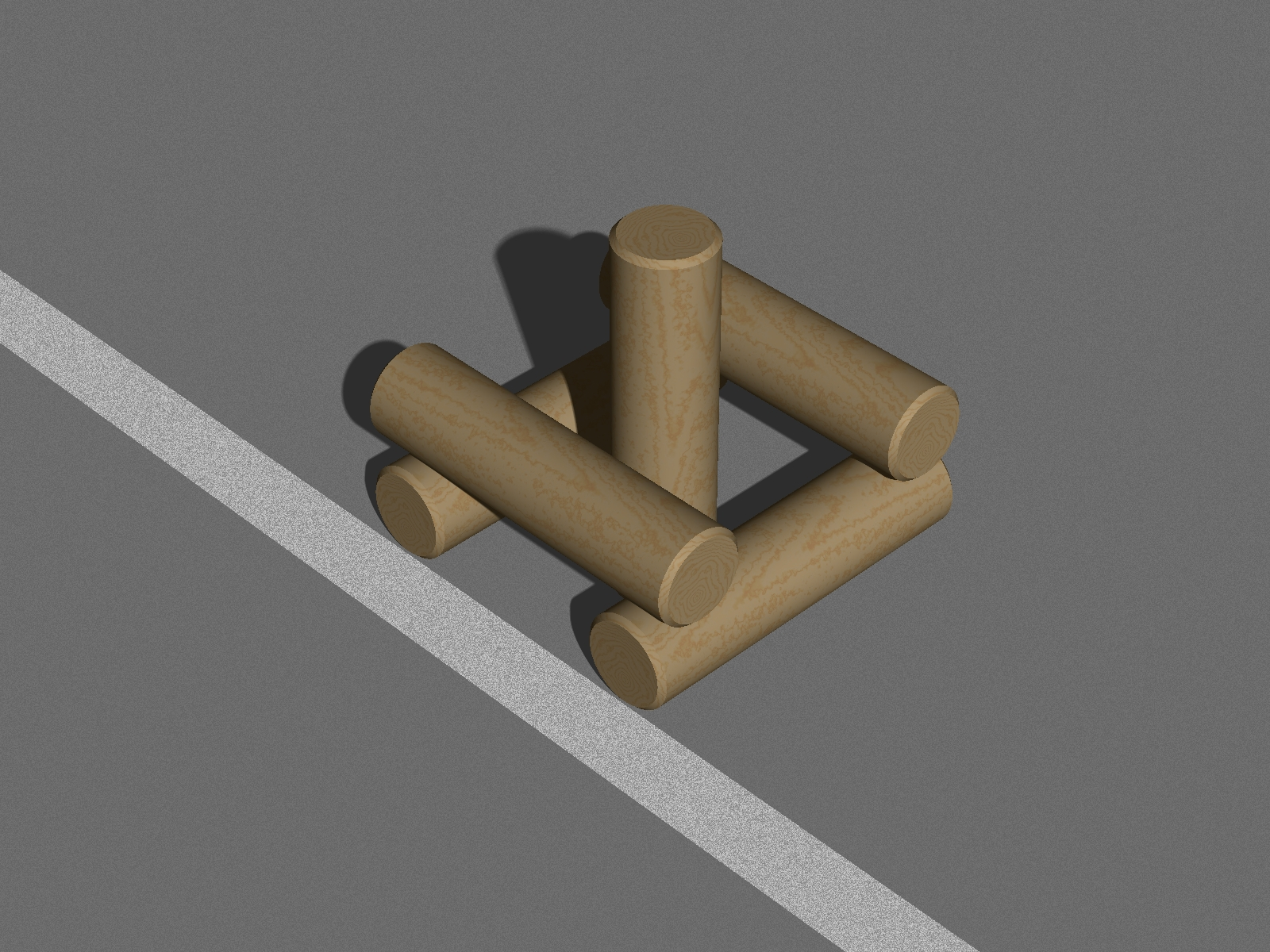
криниця
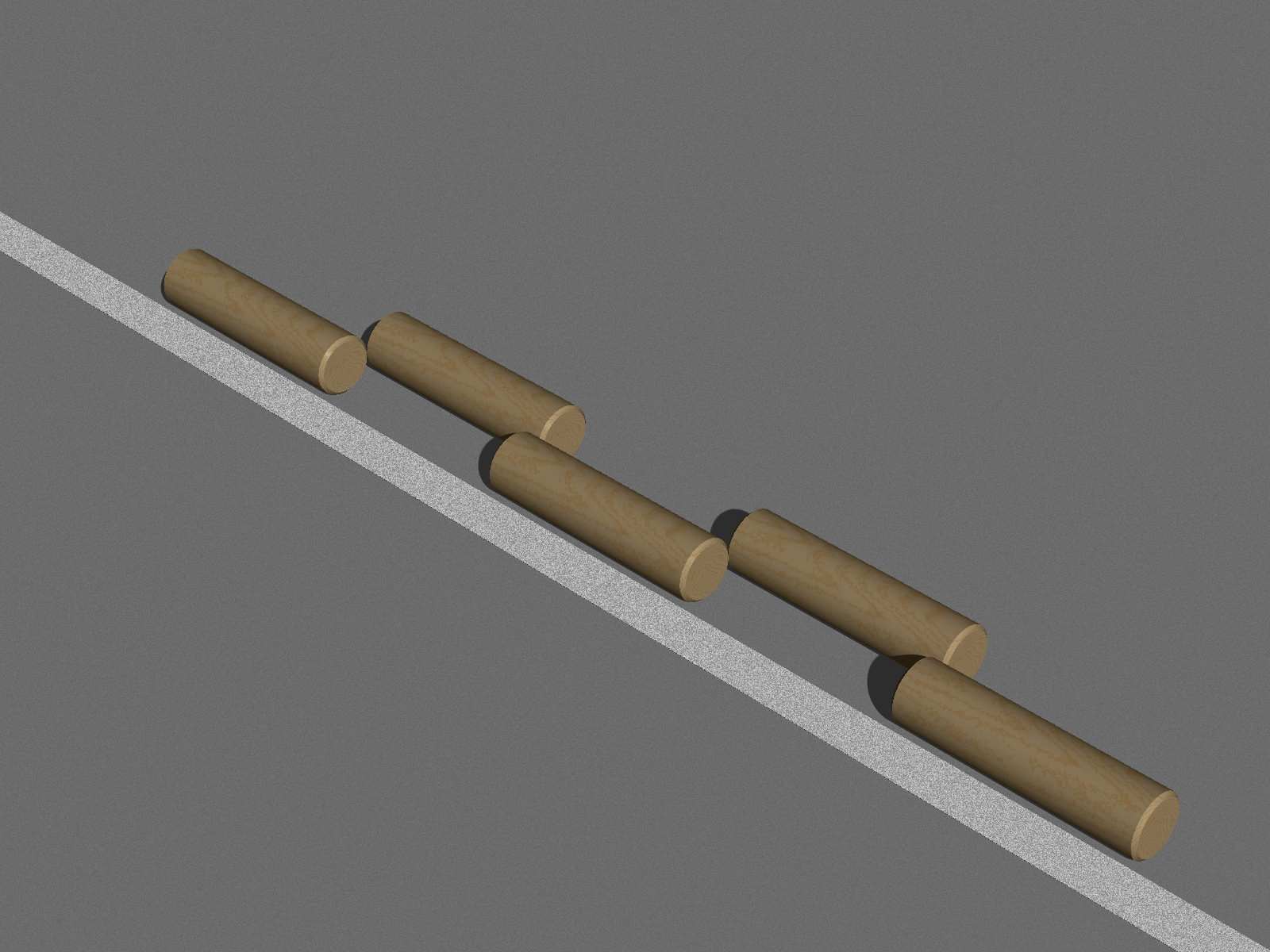
колінчастий вал
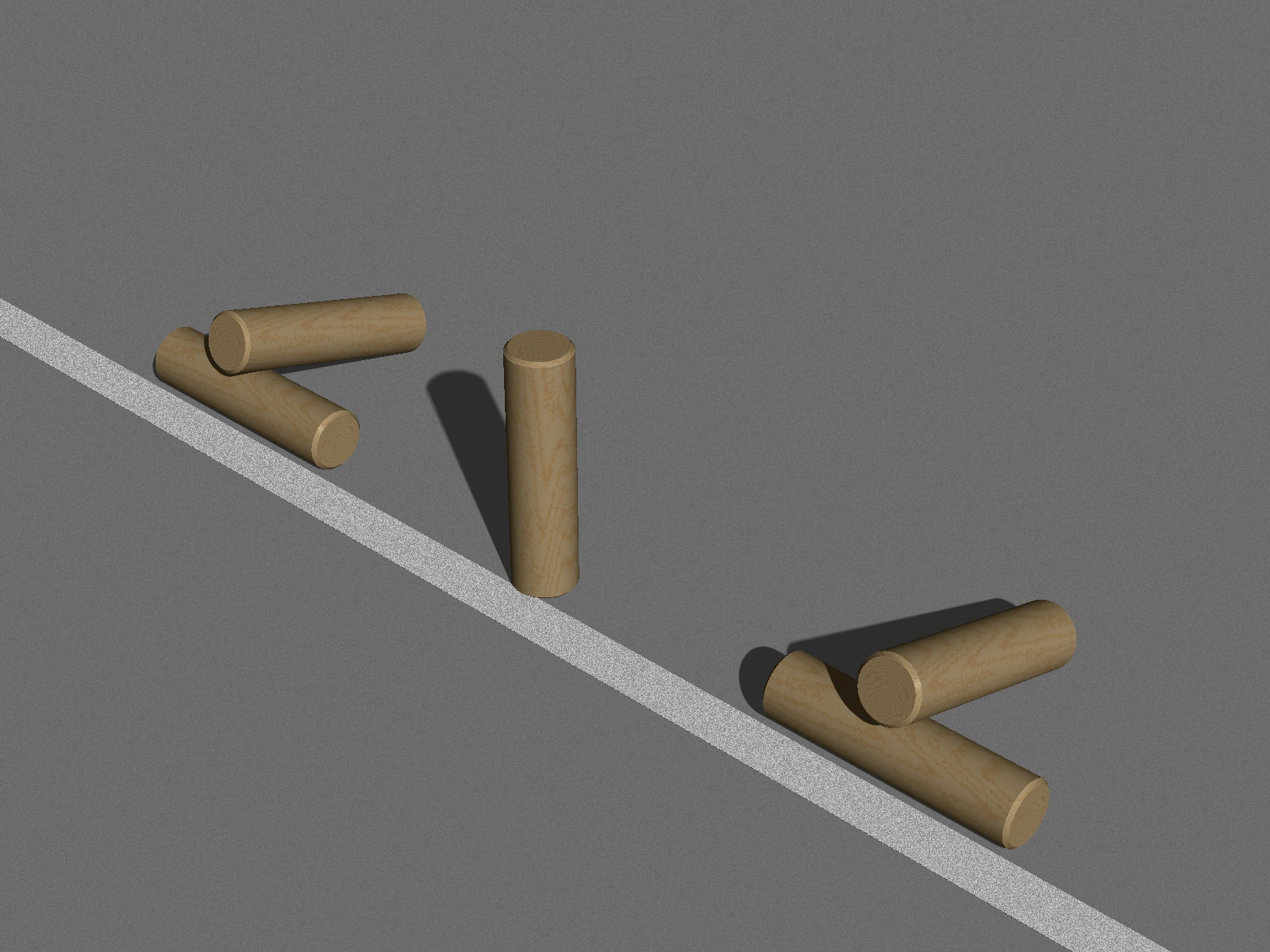
артилерія
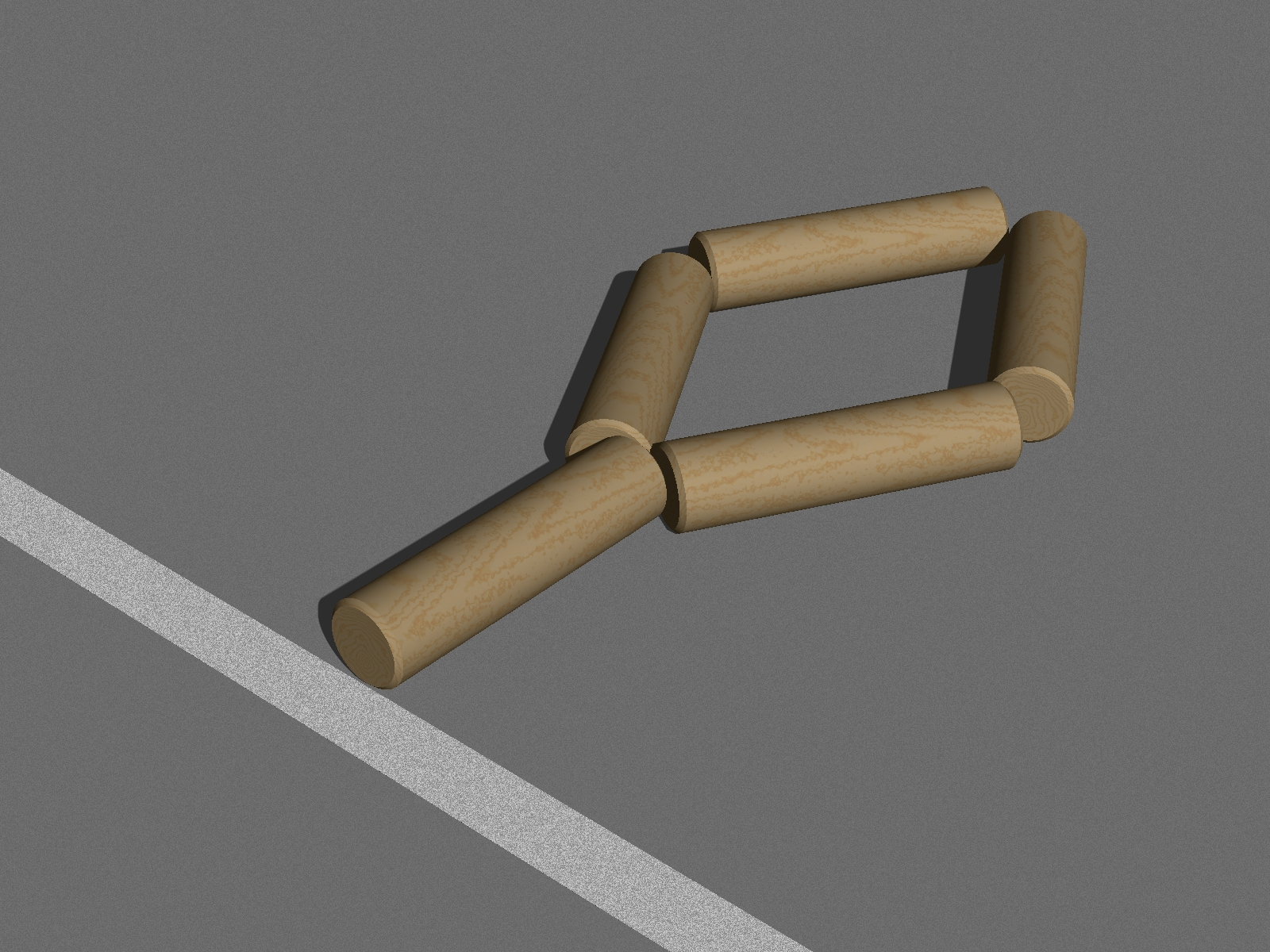
ракетка
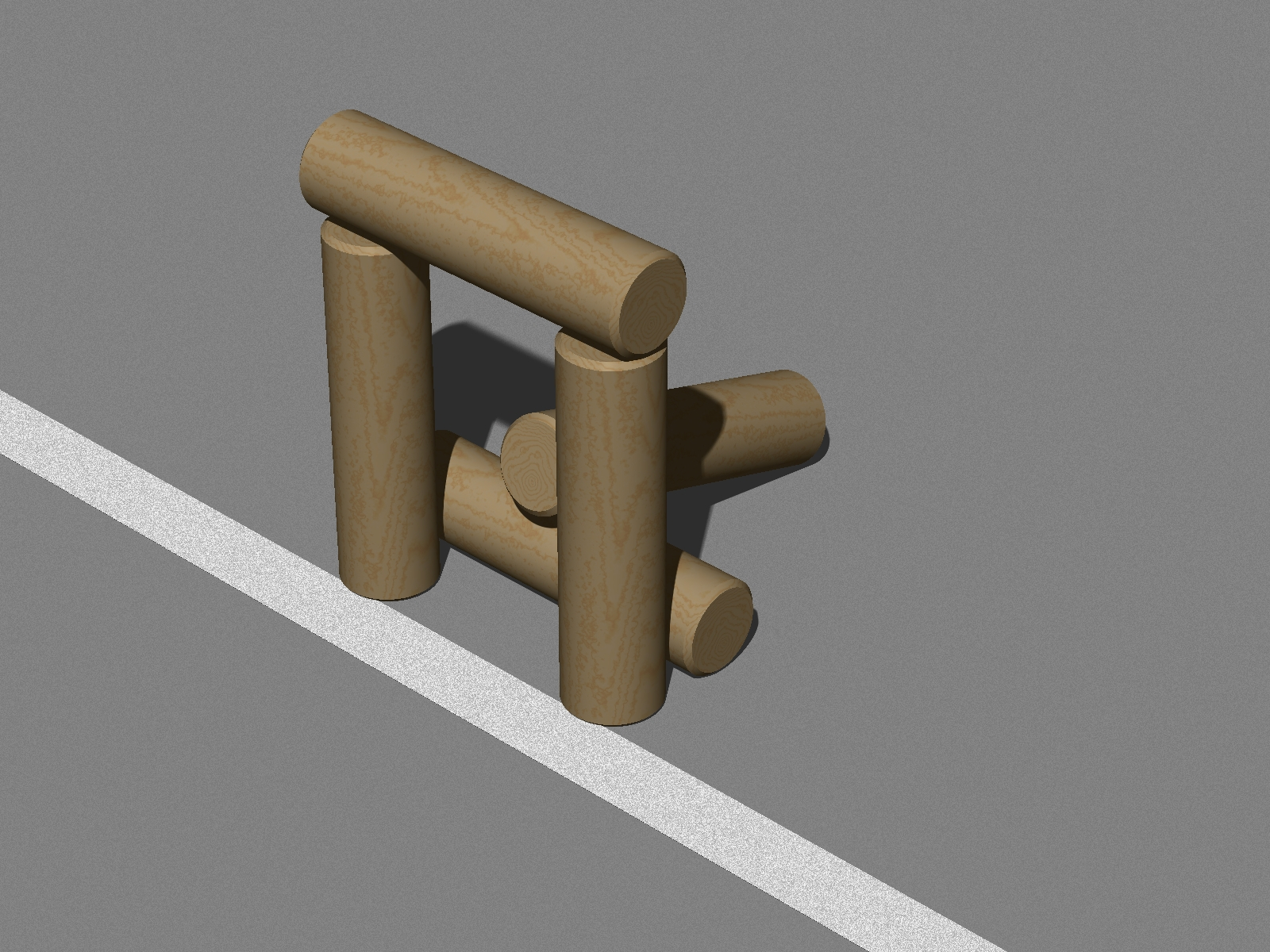
кулеметне гніздо (баба в віконці)
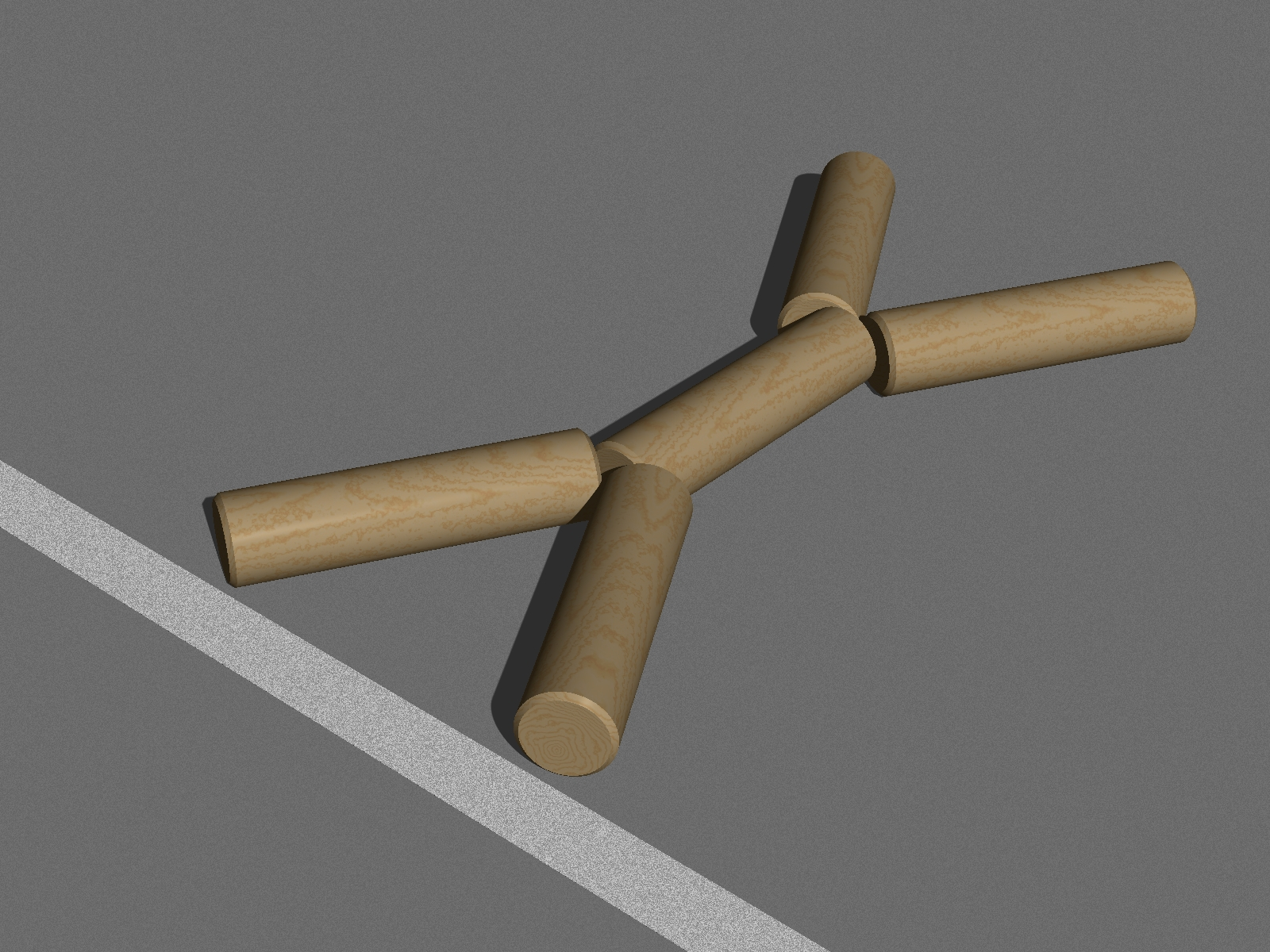
рак
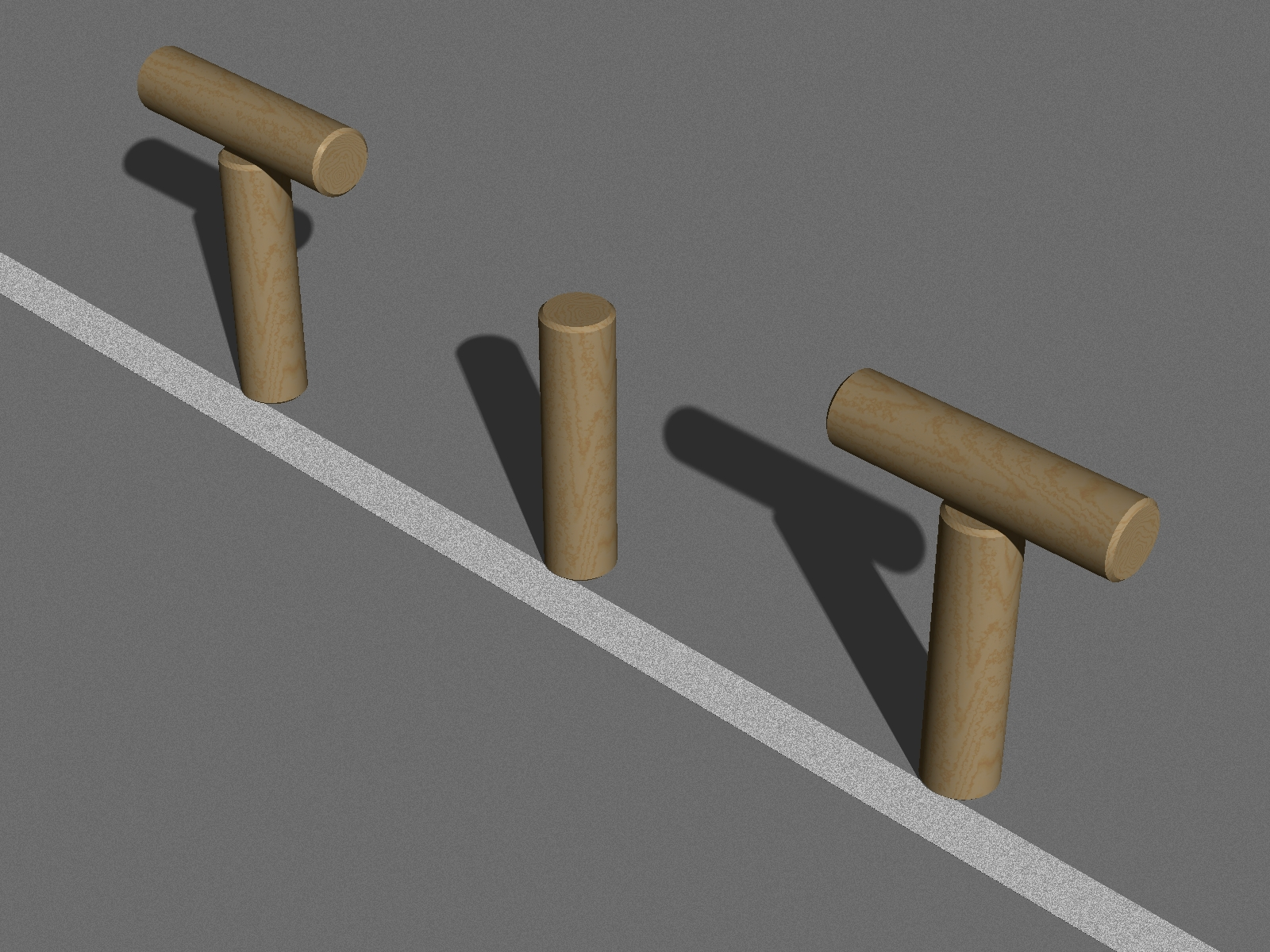
вартові
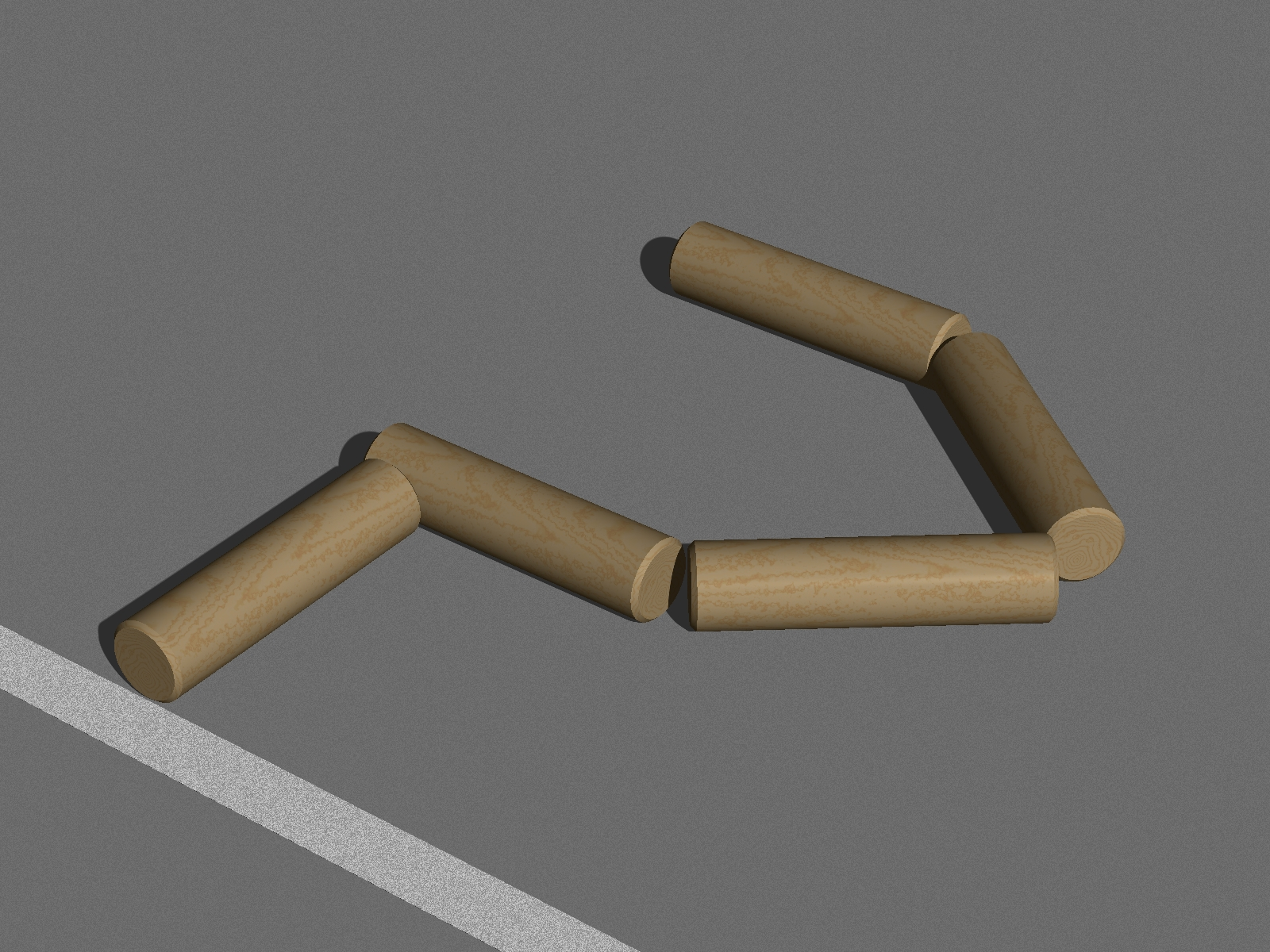
серп
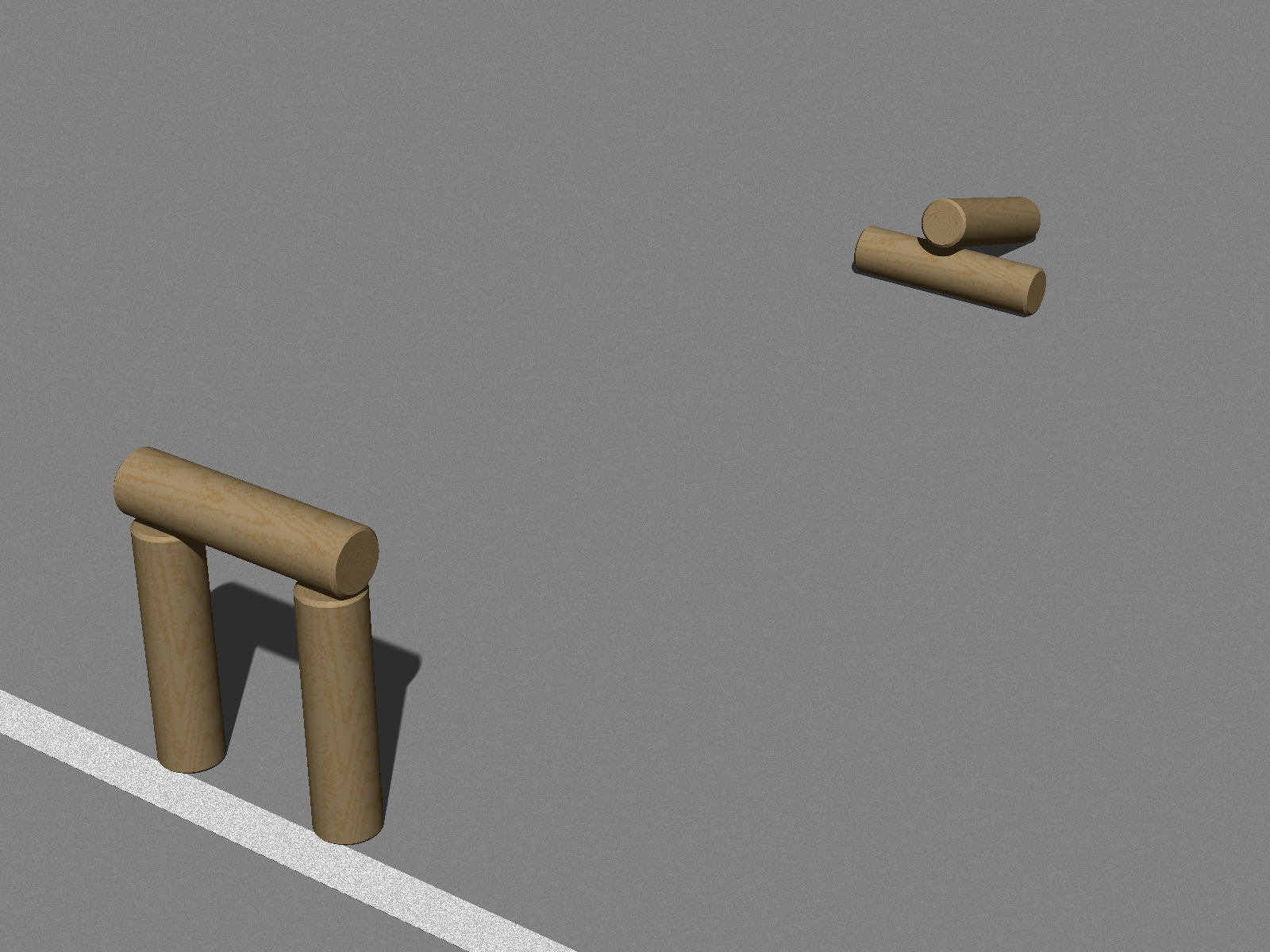
тир
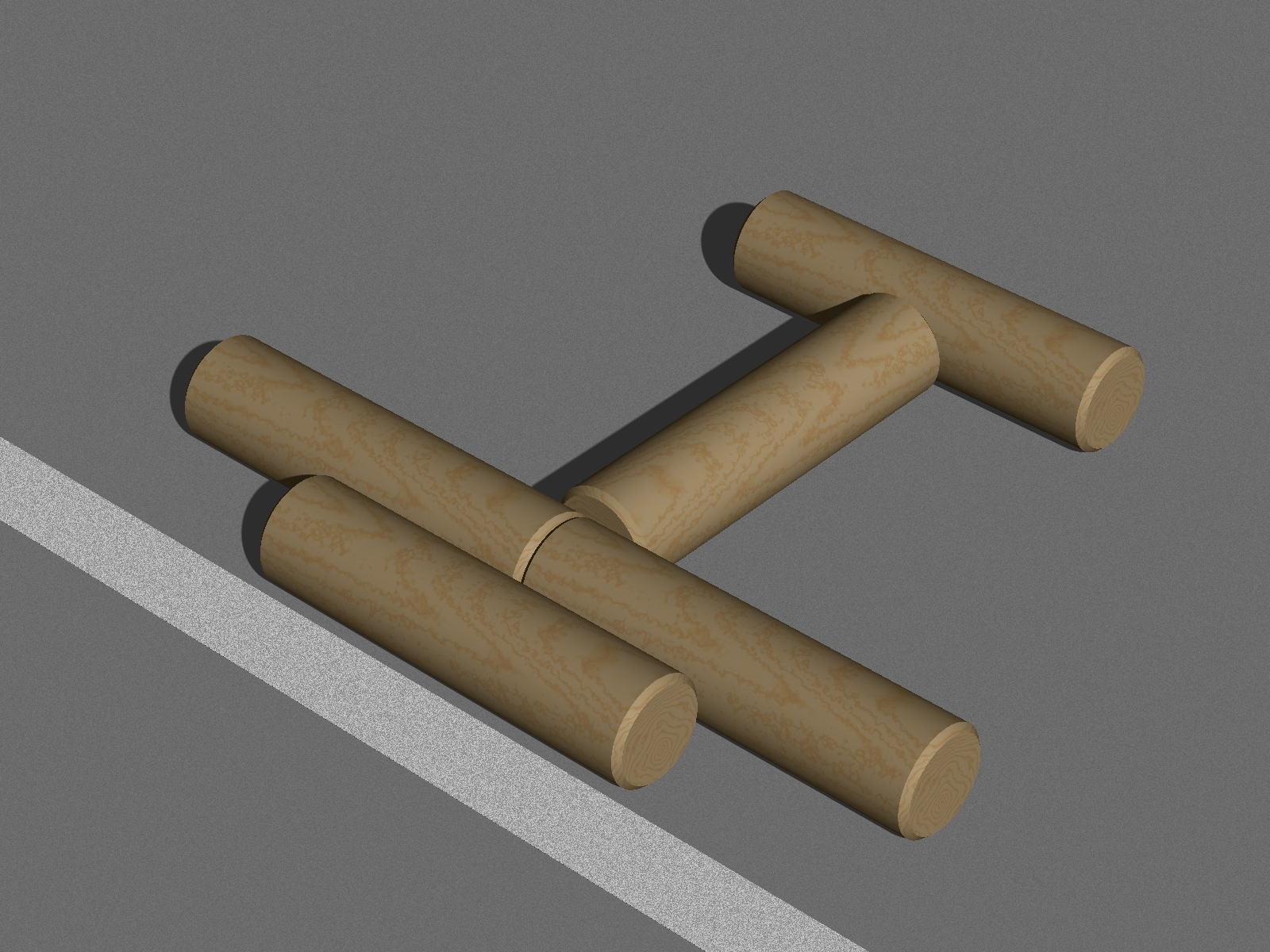
літак
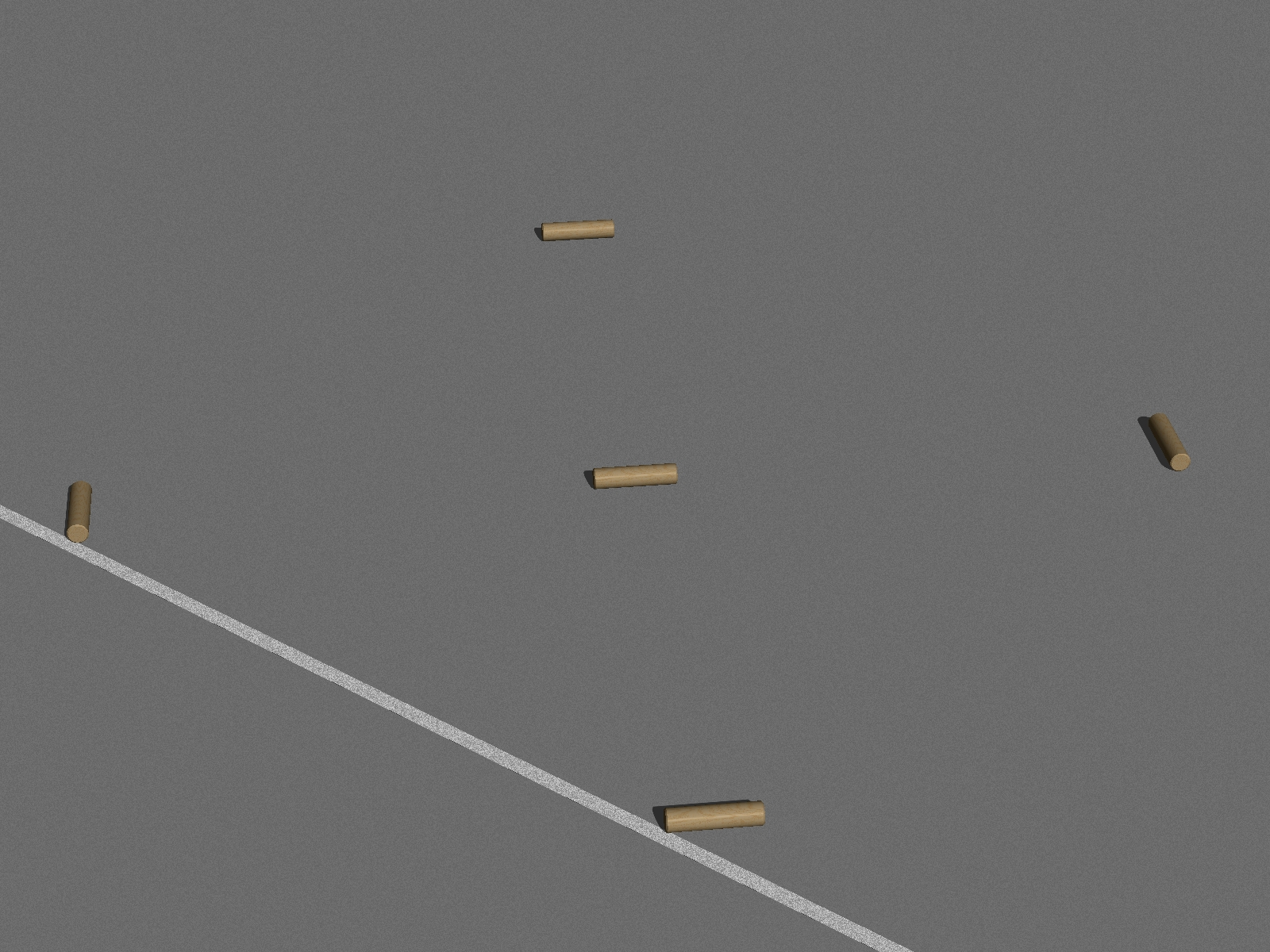
лист

У партії з 10 фігур фігури ставлять і вибивають у наступній послідовності:
1. «Гармата», 2. «Вилка», 3. «Криниця», 4, «Стріла», 5. «Артилерія», 6. «Серп», 7. «Кулеметне гніздо», 8. «Літак», 9. «Тир», 10. «Лист».
Усі фігури, крім фігури «Лист», ставлять на середині лицьової лінії, не виходячи за її межі. Городки встановлюють щільно один до одного без эазорів.
Кутові городки фігури «Лист» ставлять по зовнішній лінії «міста», не виходячи за його межі, так, щоб у кутах утворювалися рівнобедрені трикутники. Городок, що позначає марку, встановлюють у центрі діагоналі, що йде від заднього правого кута «міста» до переднього лівого (для граючих правою рукою) чи в центрі діагоналі, що йде від заднього лівого до переднього правого кута «города» (для граючих лівою рукою).
Фігура «Серп» для граючих лівою рукою встановлюється в лівій половині «міста» у дзеркальному відображенні.

### Майданчик для гри. Устаткування.

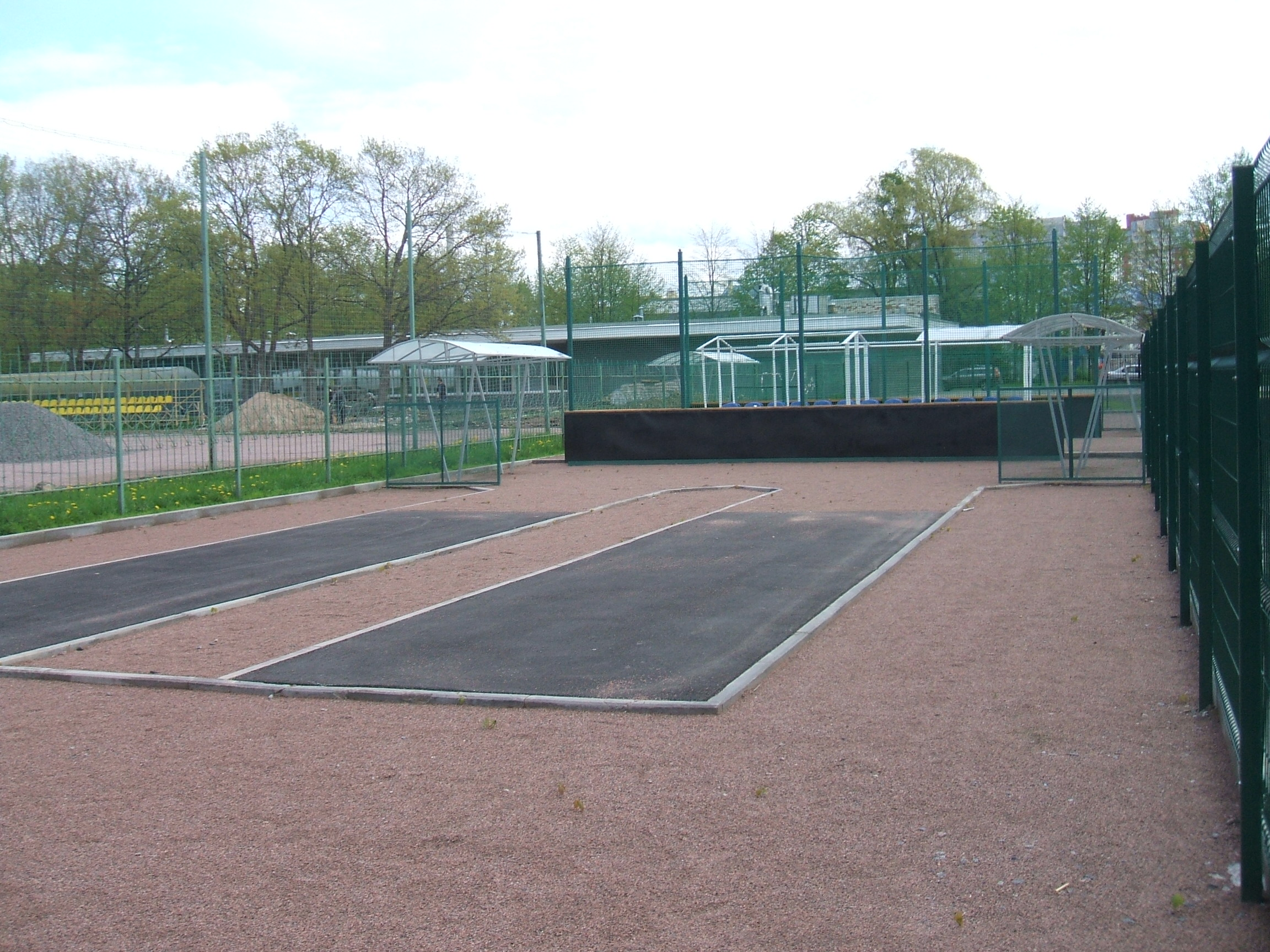
Майданчик для гри в городки

Городковий майданчик розміщується на рівній горизонтальній ділянці розміром (22-30) х (12-15) метрів.
Устаткування городкового майданчика:
- металеві чи полімерні аркуші, на яких фарбою наносяться лінії «города» та «пригорода»;
- відбійна стінка й огородження;
- освітлювальні прилади для гри ввечері;
- фіксовані планки висотою 50- на лицьових лініях «кону» та «полукону»
Бажане влаштування загального навісу над «городами», «пригородами» та відбійною стінкою.
Поверхня «кону» та «полукону» повинна бути досить твердою, що виключає ковзання взуття. Найбільш кращим покриттям є асфальт.
«Місто» («Город») — зона, що має форму квадрата зі стороною .
«Пригород» — зона, що знаходиться між лицьовою і штрафною лініями, обмежена з боків продовженнями діагоналей «города». По центру «пригорода» на відстані 20 і від штрафної лінії наносять дві відмітки довжиною для установки на них штрафних городків.
Штрафна лінія і площа, що знаходиться перед нею, називаються штрафною зоною. Її засипають піском чи покривають крейдою (з водяної суспензії).
Листи, на яких розмічаються два «города» з «пригородами», повинні мати розмір не менше 8.0 х і розташовуватися строго горизонтально (городок, спокійно покладений у будь-якім місці «города» чи «пригорода», не повинен самовільно котитися в будь-якому напрямку за умови відсутності яких-небудь впливів на нього (вітру, струсу майданчика).
Бічні лінії «кону» і «полукону» повинні знаходитися строго напроти бічних ліній «города» з обліком того, що ширина обмежувальних ліній «города» і бічних ліній «пригорода» входить у розміри «города», «пригорода», а ширина обмежувальних ліній «кону» і «полукону» в розміри цих зон не входить.
Лінії розмітки шириною фарбують фарбою, що контрастує з покриттям.

### Інвентар

#### Городок
Городок виготовляється з дерева у формі циліндра довжиною і діаметром 48-. Торці городка повинні мати фаску і бути рівними. Городок може бути пофарбований.

#### Бита
Бита є круглим стержнем довжиною не більш метра, довільної ваги і діаметра. Бита збирається з ставок, втулок, кінцевого стакана і ручки . Найбільш доцільно виготовляти вставки з деревинно-шаруватого пластику чи з кизилу. Ручки — з текстолітових стержнів чи з кизилу, втулки — із суцільнотягненої сталевої труби. Вставки повинні щільно з'єднуватися з втулками і закріплюватися керненням чи іншим способом кріплення. Відстань від краю втулки до місця кріплення 10- (за винятком кріплення ручки). Складові частини не повинні мати взаємних переміщень. Для масових змагань допускаються бити з твердих порід дерева будь-якої конструкції, що забезпечує безпеку.

## Нормативи ФГСУ

### Чоловіки

#### Заслужений майстер спорту України
4 золотих медалі в особистому або командному заліку на чемпіонаті світу;
6 медалей різного достоїнства (золото, срібло, бронза) в особистому або командному заліку на чемпіонаті Світу.

#### Майстер спорту України міжнародного класу
1-3 — на чемпіонаті світу в особистому заліку;
1 — на чемпіонаті світу у командному виді програми;
1 — на чемпіонаті Європи в особистому заліку.

#### Майстер спорту України
На міжнародних змаганнях, чемпіонатах України, Кубку України в особистому заліку витратити не більше 136 биток на 90 фігур.

#### Кандидат у майстри спорту
1– на чемпіонаті ФСТ;
на чемпіонаті України, у фіналі Кубку України, на чемпіонатах областей, АР Крим, міст Києва та Севастополя витратити не більше 145 биток на 90 фігур.

#### 1 розряд
на чемпіонатах областей, АР Крим, міст Києва та Севастополя витратити не більше 162 биток на 90 фігур.

#### 2 розряд
на чемпіонатах областей, АР Крим, міст Києва та Севастополя витратити не більше 124 биток, на 60 фігур.

#### 3 розряд
на чемпіонатах областей, АР Крим, міст Києва та Севастополя витратити не більше 160 биток, на 60 фігур.

#### 1 юнацький розряд
на чемпіонатах областей, АР Крим, міст Києва та Севастополя або чемпіонатах ФСТ витратити не більше 76 биток на 40 фігур.

#### 2 юнацький розряд
на чемпіонатах областей, АР Крим, міст Києва та Севастополя або чемпіонатах ФСТ витратити не більше 100 биток на 40 фігур.

#### 3 юнацький розряд
на чемпіонатах областей, АР Крим, міст Києва та Севастополя або чемпіонатах ФСТ витратити не більше 140 биток на 40 фігур.

### Жінки

#### Кандидат у майстри спорту України
на чемпіонаті України, у фіналі Кубка України витратити не більше 160 биток на 90 фігур.

#### 1 розряд
на чемпіонатах областей, АР Крим, міст Києва та Севастополя витратити не більше 180 биток на 90 фігур.

#### 2 розряд
на чемпіонатах областей, АР Крим, міст Києва та Севастополя витратити не більше 140 биток на 60 фігур.

#### 3 розряд
на чемпіонатах областей, АР Крим, міст Києва та Севастополя витратити не більше 168 биток на 60 фігур.

#### 1 юнацький розряд
на чемпіонатах областей, АР Крим, міст Києва та Севастополя або чемпіонатах ФСТ витратити не більше 88 биток на 40 фігур.

#### 2 юнацький розряд
на чемпіонатах областей, АР Крим, міст Києва та Севастополя або чемпіонатах ФСТ витратити не більше 112 биток на 40 фігур.

### Умови присвоєння спортивних звань
Посісти місця на одному з перелічених змагань.
МСУМК присвоюється за умови участі у виді програми не менше 10 спортсменів (команд), які представляють не менше 7 країн.
Окрім того Кваліфікаційними нормами та вимогами Єдиної спортивної класифікації України з неолімпійських видів спорту (Додаток 29), затвердженими наказом Міністерства молоді та спорту України від 24.04.2014 № 1305, зареєстрований в Мін'юсті України від 14.05.2014 № 497/25274 встановлено вимоги, які частково відрізняються від нормативів ФГСУ.